# Jari Lindgren
Jari Lindgren, född 6 januari 1959 i Tammerfors, är en finländsk före detta professionell ishockeyspelare.